# Klek (berg i Kroatien, Karlovacs län)
Klek är ett berg i Kroatien.   Det ligger i länet Karlovacs län, i den centrala delen av landet, 90 km sydväst om huvudstaden Zagreb. Toppen på Klek är 1 181 meter över havet, eller 436 meter över den omgivande terrängen. Bredden vid basen är 5,4 km.
Terrängen runt Klek är huvudsakligen kuperad. Runt Klek är det mycket glesbefolkat, med 6 invånare per kvadratkilometer. Närmaste större samhälle är Ogulin, 6,5 km öster om Klek. I omgivningarna runt Klek växer i huvudsak blandskog.